# 月光石
『月光石』（げっこうせき、The Ghoul）は、1933年に公開されたイギリスのホラー映画。出演はボリス・カーロフ、セドリック・ハードウィック、アーネスト・セジガー、そして本作品がデビューとなるラルフ・リチャードソン。
『月光石 ボリス・カーロフのグール』というタイトルでDVD発売されたこともある 。

## あらすじ
エジプト学者のヘンリー・モーラン教授は病床で死にかけていた。しかし、アラブ人ドラゴアから月光石を入手、それを使ったアヌビスの秘儀で不死の体を得ようとした。モーランは月光石を握った手を包帯で巻いたまま眠りにつき、医師が臨終を宣告。遺体は霊廟に安置される。しかし、使用人のレーンが月光石を盗む。
モーランの甥ラルフ、姪ベティは弁護士のブロウトンからモーラン死去の知らせを聞き、屋敷に向かう。途中、道に迷い教区牧師のハートリーも同伴する。さらに月光石を取り戻したいドラゴアもやってくる。
死んだはずのモーランが生き返る。モーランは月光石が盗まれたことを知りレーンを問い詰める。レーンはベティのバッグの中に隠していた。モーランはベティを襲い、月光石を取り戻すと霊廟に戻る。アヌビスの像の手が月光石を握りしめ、儀式は完遂されたと思われたが、モーランは再び死んでしまう。アヌビス像の手は実はハートリーの手で、さらに月光石はドラゴアからベティの親友のケイニーの手に渡る。
月光石を手に入れたいブロウトンとドラゴアがケイニーを追い詰めるが、警察が駆けつけお縄になる。
最後に主治医の誤診が発覚する。モーランはカタレプシーで生きたまま霊廟に安置されていただけで、つまり、生き返ったのではなかったのだった。

## キャスト
- ヘンリー・モーラン教授：ボリス・カーロフ
- ブロウトン：セドリック・ハードウィック
- レーン：アーネスト・セジガー（英語版）
- ベティ・ハーロン：ドロシー・ハイソン（英語版）
- ラルフ・モーラン：アンソニー・ブッシェル（英語版）
- ケイニー：キャスリーン・ハリソン（英語版）
- アガ・ベン・ドラゴア：ハロルド・フート（英語版）
- ムハンマド：D・A・クラーク＝スミス
- ナイジェル・ハートリー：ラルフ・リチャードソン
- デイビス：ジャック・レイン
- 医者：ジョージ・レルフ

## 制作
本作はフランク・キング博士の1928年の小説と、それに基づいたキングおよびレナード・ハインズ共作の戯曲を原作としている。製作はイギリスのゴーモン・ブリティッシュで、1933年8月に公開。翌1934年1月にはアメリカでも公開された。イギリスではヒットしたが、アメリカでは思うように収益をあげられなかった。イギリス出身のカーロフはユニバーサルと契約でもめていた短い期間にこの映画に出演、20数年振りの里帰りとなった。

## フィルムの発見
この映画は長い間失われた映画と思われていた。しかし1969年、映画コレクターのウィリアム・K・エヴァーソンが当時共産主義国だったチェコスロバキアで『Běs』という題名の音質のよくない字幕入りのプリントを発見。2つの殺人シーンを含む8分ほどが欠落していたが、唯一現存するプリントと思われた。エヴァーソンは16ミリにして英米で上映会を催した。1975年のハロウィンにはニュースクール大学でロン・チェイニーの『The Monster』（1925年）、ベラ・ルゴシの『The Gorilla』（1939年）との三本立て上映会を行った。その後、ニューヨーク近代美術館とヤヌス・フィルムズにより限定配給された。
1980年代初期、シェパートン・スタジオの積み重なった材木で長く扉が塞がれていた保管室の中から完全な状態の硝酸塩のネガフィルムが見つかった。英国映画協会はここからニュープリントを作成、チャンネル4でオンエアした。2003年、MGM?UAホームビデオはレストア版をDVDでリリースした。ネットワーク・ディストリビューティング社のDVD/Blu-rayではキム・ニューマンとスティーブン・ジョーンズのオーディオコメンタリーが収録されている。

## リメイク
1961年に監督パット・ジャクソン、出演シド・ジェームス、ケネス・コナー、シャーリー・イートンで作られた『What a Carve Up!』は本作を元にしている。